# Luc Siméon Auguste Dagobert

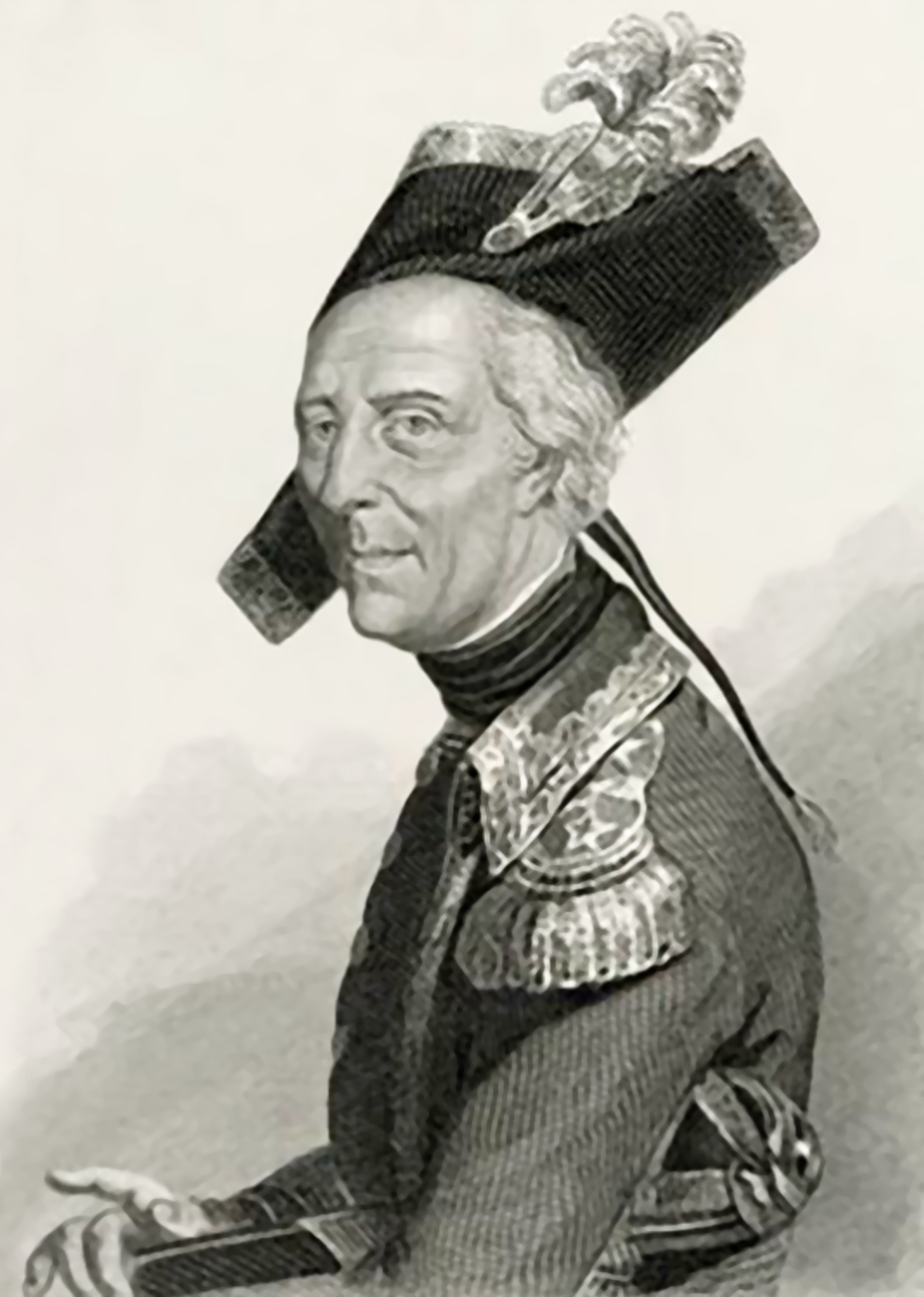
Luc Siméon Auguste Dagobert

Luc Siméon Auguste Dagobert de Fontenille (* 8. März 1736 in La Chapelle-en-Juger bei Saint-Lô; † 18. April 1794 in Puigcerdà) war ein französischer General zur Zeit der Französischen Revolution.

## Biographie
Dagobert kämpfte im Siebenjährigen Krieg als Offizier im Régiment de Touraine, unter anderem in der Schlacht bei Minden. Mit dieser Armee reiste er 1769 nach Korsika und kam dort mit der Familie Bonaparte, damals noch Buonaparte, zusammen.
Seine Eheschließung am 8. August 1780 mit Jacquette Pailhoux de Cascastel erlaubte es ihm, eine Eisenschmiede zu gründen und die Minen von Les Corbières und Le Razès für seine Zwecke zu nutzen. Zwischen 1780 und 1794 schreibt auch dreimal Memoiren mit Betrachtungen über die Organisation der Armee.
1789 stellte er sich mit Louis-Philippe d’Orléans hinter den Gedanken der Französischen Revolution. Im Mai 1792 wurde Dagobert zum Colonel und nach dem Ausbruch des Ersten Koalitionskrieges in die „Armée du Var“ geschickt. In dieser Einheit, die zur Aufgabe hatte, die Provence vor feindlichen Einfällen zu schützen, konnte er mehrere Erfolge feiern. Sie führten im September 1792 zu seiner Ernennung zum Maréchal de camp, als der er sich der „Italienarmee“ anschloss. In einer Schlacht vor Nizza erntete er seine Lorbeeren, was ihm die Ernennung zum Général de division brachte.
Nachdem der Nationalkonvent am 7. März 1793  Spanien den Krieg erklärte, begab sich Dagobert nach den Pyrenäen und erhielt eine Einheit von 8000 Mann. Am 19. Mai gelang es ihm, einen spanischen Angriff zurückzuschlagen und später einen spanischen Vormarsch auf Perpignan aufzuhalten. Dagobert wurde zum Oberbefehlshaber der Streitkräfte in den Zentralpyrenäen ernannt und schaffte es in diesem Amt, die von den Spaniern besetzte Stadt Puigcerdà am 29. August 1793 zu erobern und den Iberern die Region Cerdanya zu entreißen. Am 4. September 1793 konnte er den Spaniern eine vernichtende Niederlage am Perche-Pass bei der Festung Mont-Louis beibringen und acht feindliche Geschütze erobern. Nachdem er jedoch am 27. September bei Truillas geschlagen wurde, verzichtete er auf das Amt des Befehlshabers der pyrenäischen Streitkräfte.
Nach seiner Niederlage in den Pyrenäen reiste Dagobert nach Paris und wurde dort inhaftiert, kurz darauf jedoch wieder in seinem alten Amt eingesetzt.
Im April 1794 fiel er mit seinen Truppen in Katalonien ein und eroberte die Stadt Urgel am 10. April 1794. Acht Tage später erlag er jedoch einer Krankheit in Puigcerdà.

## Ehrungen
Sein Name ist am Triumphbogen in Paris in der 33. Spalte eingetragen.